# Гшвенд
Гшвенд (њем. Gschwend) општина је у њемачкој савезној држави Баден-Виртемберг. Једно је од 42 општинска средишта округа Осталб. Према процјени из 2010. у општини је живјело 5.011 становника. Посједује регионалну шифру (AGS) 8136027.

## Географски и демографски подаци
Гшвенд се налази у савезној држави Баден-Виртемберг у округу Осталб. Општина се налази на надморској висини од 484 метра. Површина општине износи 54,5 km². У самом мјесту је, према процјени из 2010. године, живјело 5.011 становника. Просјечна густина становништва износи 92 становника/km².